# Sidi Brahim Riahi
Pour les articles homonymes, voir Brahim (homonymie) et Riahi.
Sidi (en) Brahim Riahi, de son vrai nom Abou Ishak Ibrahim Ben Abdelkader Riahi, né en 1766 à Testour et mort le 7 août 1850 à Tunis, est un ambassadeur, théologien et saint tunisien, disciple de la Tijaniyya. Érudit musulman sunnite, il est également poète.

## Biographie

### Jeunesse

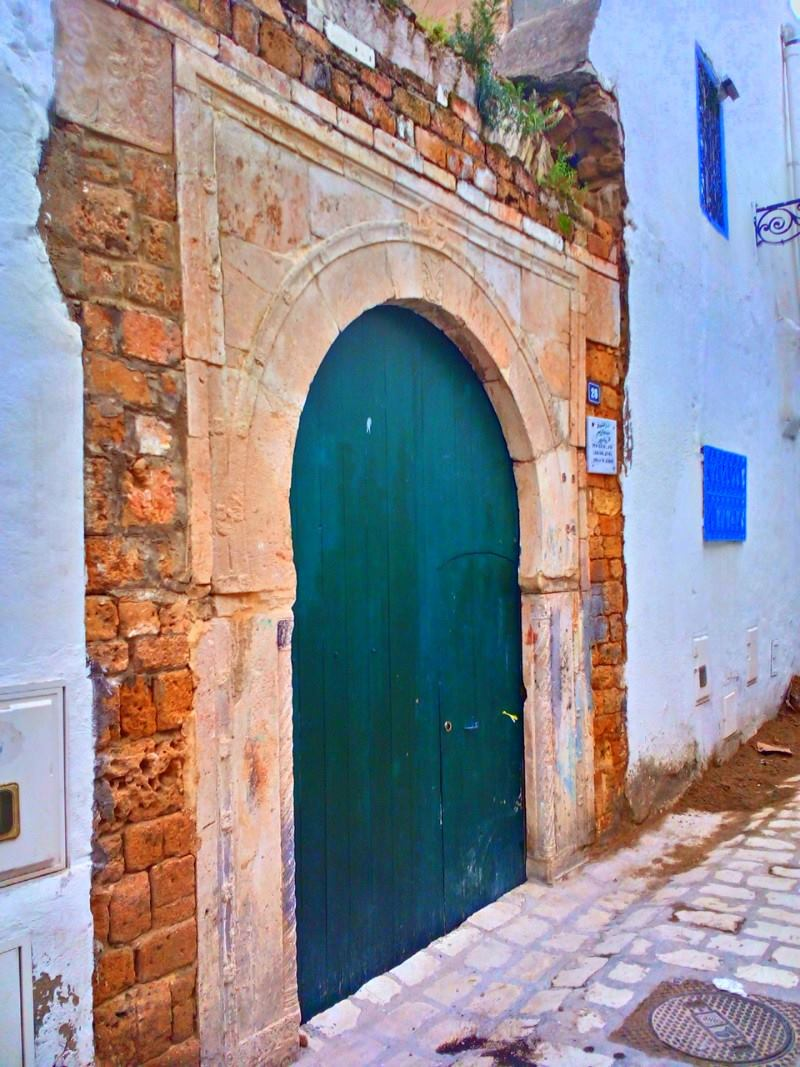
Porte d'entrée de la maison de Sidi Brahim Riahi.

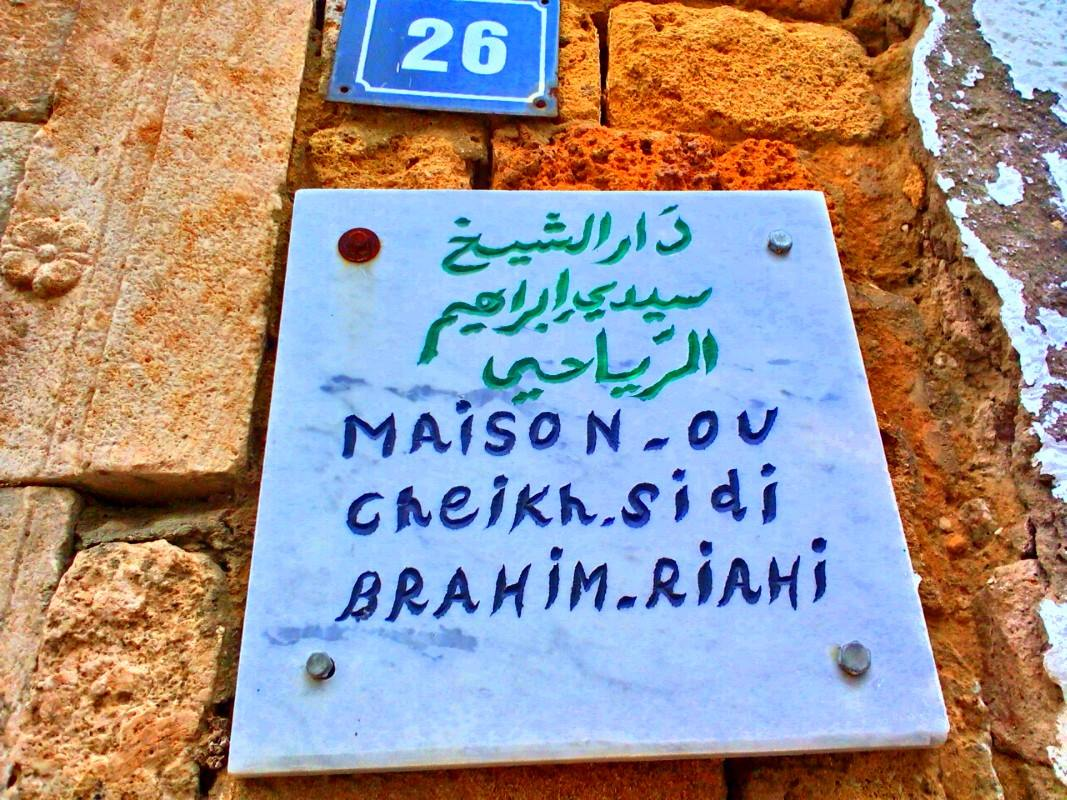
Plaque commémorative de la maison de Sidi Brahim Riahi.

Il est issu de la tribu arabe des Mahmoudi, installée depuis l'invasion des Hilaliens dans la région de Tripoli. Son grand-père, instituteur qui habitait Tripoli, a fui les désordres que connaissait ce pays pour venir s'installer dans le village andalou de Testour, dans le nord de la Tunisie.
Sidi Brahim fréquente dès son jeune âge un kouttab à Testour et fait preuve de talent pour les sciences religieuses et l'apprentissage du Coran. À son arrivée à Tunis, vers 1782, le jeune adolescent fait des études à la médersa Haouanet Achour puis à la médersa Bir Lahjar, près de la rue du Pacha. Privé de ressources et des siens, il vit dans les dortoirs de la médersa El Achouria pendant plusieurs années, jusqu'à ce que Youssef Saheb Ettabaâ, grand vizir de l'époque avec qui il est très lié, lui fournisse une demeure de fonction dans la médina de Tunis.
Vers 1790, il commence son enseignement à l'université Zitouna où les futurs ministres Ibn Abi Dhiaf et Béji Messaoudi ainsi que les plus grands théologiens du temps comme Mohamed Bayram IV et Mahmoud Kabadou figurent parmi ses étudiants.

### Ambassadeur
En 1801, il fait partie d'une ambassade au Maroc, où il reste pendant plusieurs mois ; il y découvre la tariqa soufie de la Tijaniyya et l'introduit en Tunisie à son retour.
En 1839, il est chargé d'une autre ambassade importante, celle de Constantinople, capitale de l'Empire ottoman qui est alors le suzerain de la Tunisie. Cette mission a pour but l'annulation du lourd tribut annuel que le bey de Tunis est obligé de fournir au sultan ottoman en gage de sa vassalité. Le sultan Abdülmecid, impressionné par ses positions avant-gardistes, lui propose le poste de Cheikh El Islam de l'empire, soit la plus haute charge religieuse de l'islam sunnite. Toutefois, Riahi n'y donne pas suite et se presse de rentrer à Tunis.

### Théologien
En 1805, remarqué par Hammouda Pacha à l'occasion d'une cérémonie religieuse au palais du Bardo pour sa science et son caractère, Riahi refuse de lui faire le baisemain protocolaire ; il se battra d'ailleurs pendant toute sa carrière pour préserver l'indépendance de la justice face au bey. Il est alors choisi par le bey pour occuper le poste de grand cadi malikite de Tunis, ce qu'il refuse par respect pour ses anciens professeurs encore vivants et parce que lui-même considère que l'enseignement est « plus noble et plus utile » ; le cheikh Ismail Temimi est donc nommé à sa place. Lui succède plus tard le cheikh Mohamed Bahri Ben Abdessattar, un ancien élève de Sidi Brahim avec qui il aura une sérieuse querelle académique à propos de la gestion des biens des orphelins.
Il accepte en 1823 le charge honorifique de bach mufti malikite, qui constitue la plus haute position religieuse à l'époque ; il l'occupe jusqu'à sa mort même si son occupation majeure reste l'enseignement à la Zitouna. En 1839, en récompense du succès de sa mission dans l'Empire ottoman et tout en conservant ses fonctions de premier mufti malikite, il est désigné imam prédicateur (al-imam al-akbar) de la mosquée Zitouna. C'est le premier ouléma à interrompre la coutume de la succession des membres de la lignée des familles Chérif et Mohsen à ce poste. Sidi Mahmoud I Mohsen, à qui revenait normalement cette dignité, accepte de bon gré cette décision et garde de bonnes relations avec Sidi Brahim Riahi, en lui succédant en 1850.
Il entre plus d'une fois en conflit avec l'autorité beylicale en matière de fiscalité et de justice. Les réformes d'Ahmed Ier Bey coûtent cher et ce dernier favorise les fermiers fiscaux tout en créant de plus en plus de monopoles pour augmenter les ressources de l'État. Riahi juge opportun de faire un sermon enflammé à la Zitouna et appelle le bey à plus de retenue. Selon le chroniqueur Ibn Abi Dhiaf, son discours connaît un grand retentissement dans le pays. En 1846, lorsque le bey décide de faire un voyage en France, Riahi l'interpelle devant toute la cour beylicale sur la situation des contribuables, sur la lourdeur de la fiscalité et sur les abus commis par les agents du pouvoir.
Il est le précurseur du réformisme salafite en Tunisie, c'est-à-dire de la réforme et de la remise en question de l'action politique en accord avec les principes de l'islam. Il est soutenu dans son mouvement par son élève, Mohamed Bayram IV, suivi par plusieurs autres oulémas ; leur principal objet de méfiance est la civilisation européenne et toutes les innovations introduites de force par Ahmed Ier Bey, le courant constitutionnaliste mené par plusieurs ministres mamelouks, mais aussi par les nouveaux alliés de la cause, à savoir Mahmoud Kabadou et Ibn Abi Dhiaf.
Le cheikh Sidi Brahim, avec ses prêches du vendredi à la chaire de la Zitouna et son érudition, a attiré une foule nombreuse et influence encore les thèmes de prédicateurs de nos jours. Les thèmes traditionnels de ses prêches (khutbas) hebdomadaires portaient sur les moyens d'améliorer la foi et la pratique religieuse et traitaient souvent de sujets en relation avec les difficultés de son époque. Ses prédications contribuaient également à renforcer la culture sunnite modérée qui approuvait la vénération des chérifs et la visite des zaouïas et tombeaux de saints.
L'une des rares innovations admise et même encouragée est l'abolition définitive de l'esclavage en 1846. Riahi émet une fatwa dans ce sens dès 1842, de concert avec le Cheikh El Islam hanéfite Mohamed Bayram IV ; c'est la première fois dans le monde islamique qu'une fatwa insiste sur la concordance entre les préceptes de l'islam et l'interdiction du commerce des êtres humains. L'autre nouveauté dont il est le promoteur est la célébration du Mouled (anniversaire de la naissance du prophète Mahomet) en Tunisie. Celle-ci prend une importance majeure dans le calendrier officiel de la régence, avec des réunions théologiques importantes dans les grandes mosquées ; celle qui a lieu à la mosquée Zitouna est particulièrement faste : le souverain, les princes et les principaux agents du pouvoir prennent l'habitude de venir à pied à travers les souks de Tunis pour écouter le sermon de Riahi et participer aux poèmes liturgiques.
Il meurt durant la Nuit du Destin, la nuit du 27e jour du mois de ramadan de l'année 1266.

## Zaouïa Sidi Brahim

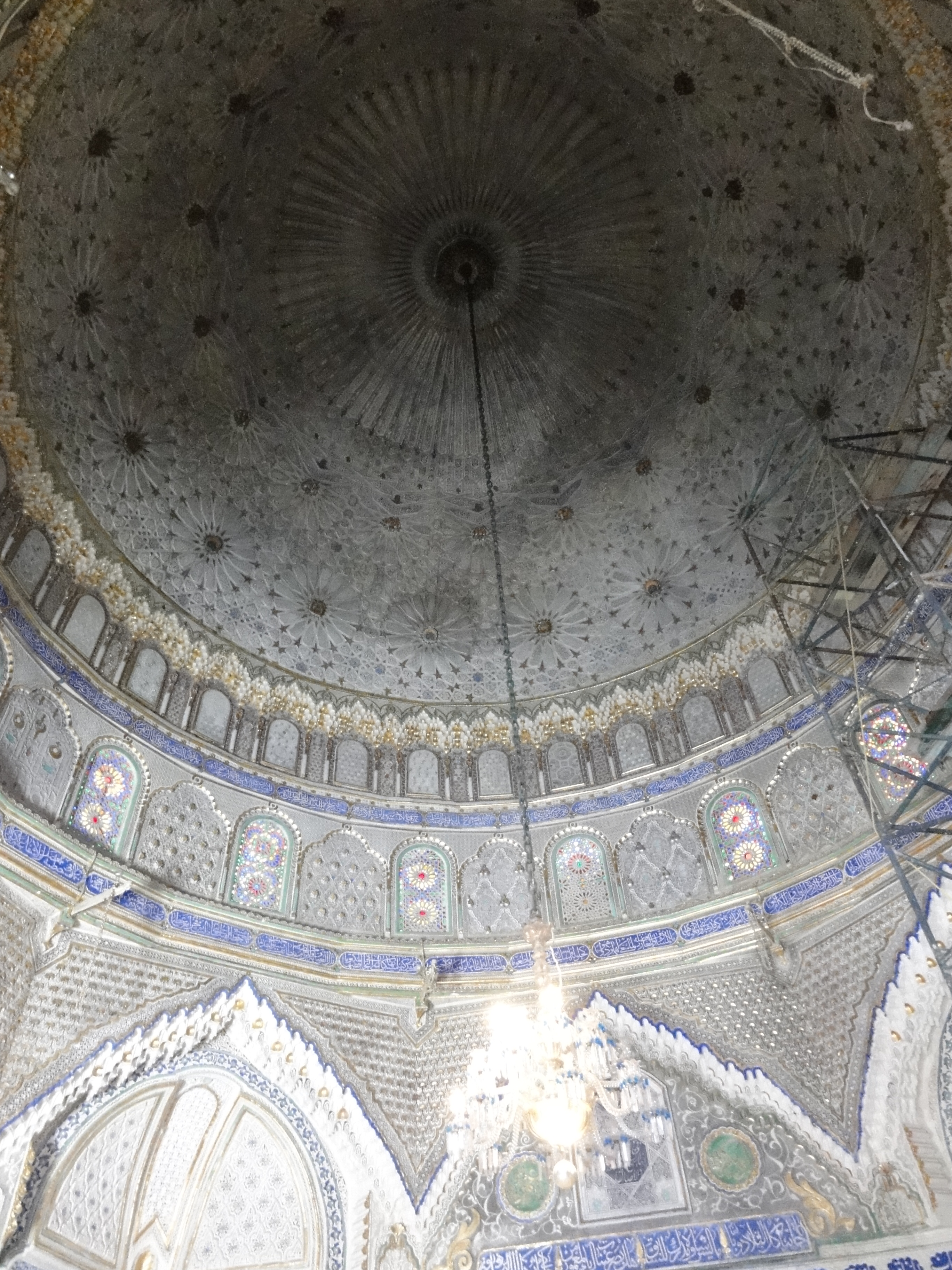
Vue de la décoration intérieure du dôme de la zaouïa Sidi Brahim Riahi.

Sidi Brahim est inhumé avec certains de ses fils, cheikhs et théologiens comme lui, dans sa zaouïa de la rue Sidi Brahim Riahi dans la médina de Tunis. Celle-ci a été construite sur ordre d'Ahmed Ier Bey pour abriter la tariqa soufie dont il était devenu le maître à Tunis. Sadok Bey la fait embellir en 1878, en faisant venir des artisans du Maroc, et en fait l'un des plus beaux joyaux d'architecture du genre.
On accède au bâtiment par une entrée en chicane s'ouvrant sur une cour entourée de diverses salles réservées aux visiteurs et d'un oratoire couvert par une grande coupole richement décorée de stucs. Cet oratoire, qui fait également office de mosquée, donne sur une salle où se trouvent les tombes de Sidi Brahim et de ses fils. La zaouïa abrite encore, de nos jours, les réunions de sa tariqa.
Chaque vendredi après-midi, la zaouïa ouvre ses portes aux personnes possédées en quête de guérison ; celle-ci s'effectue à travers une lecture de versets du Coran durant sept vendredis consécutifs.

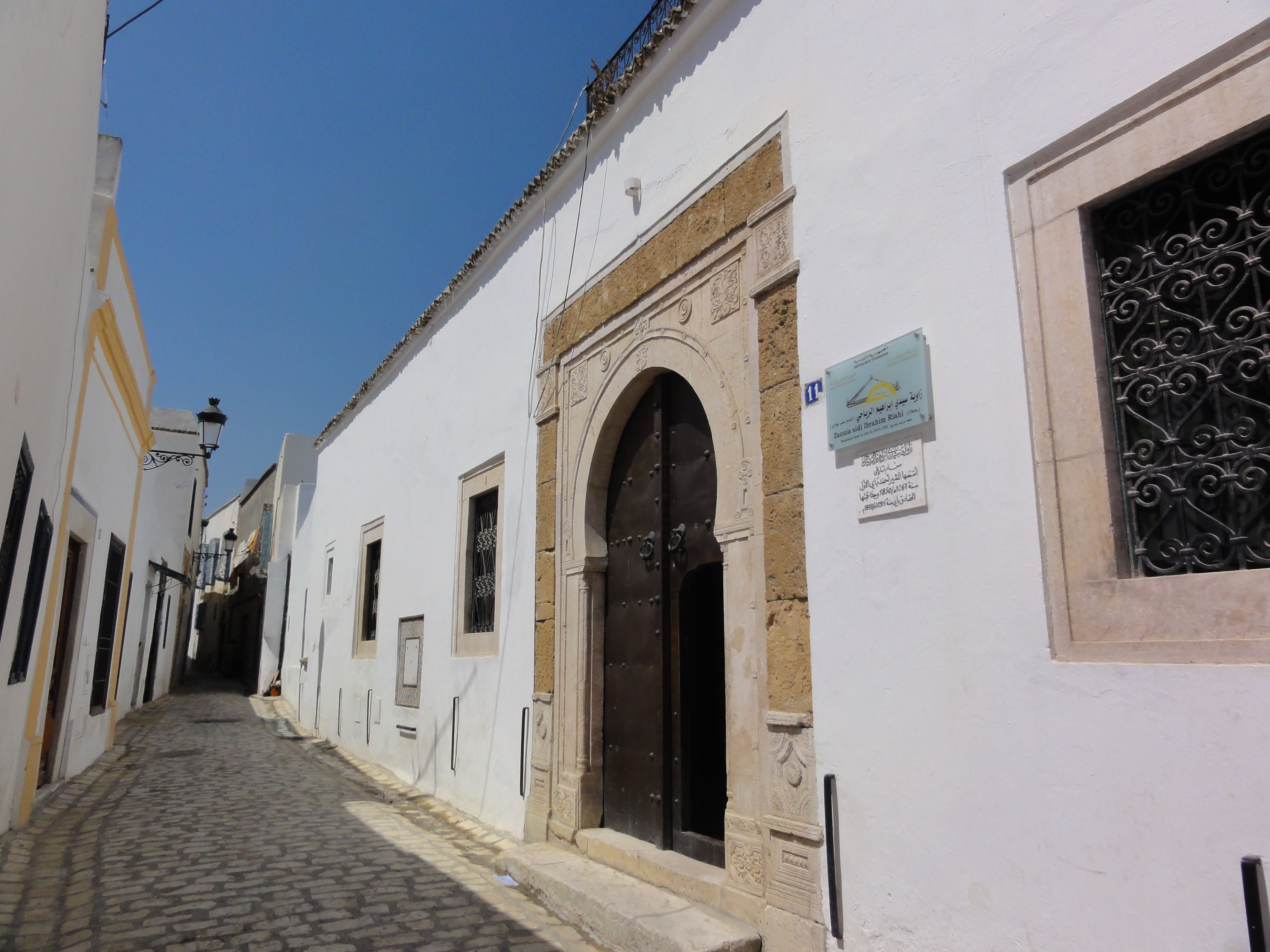
Vue de l'entrée de la zaouïa Sidi Brahim Riahi.
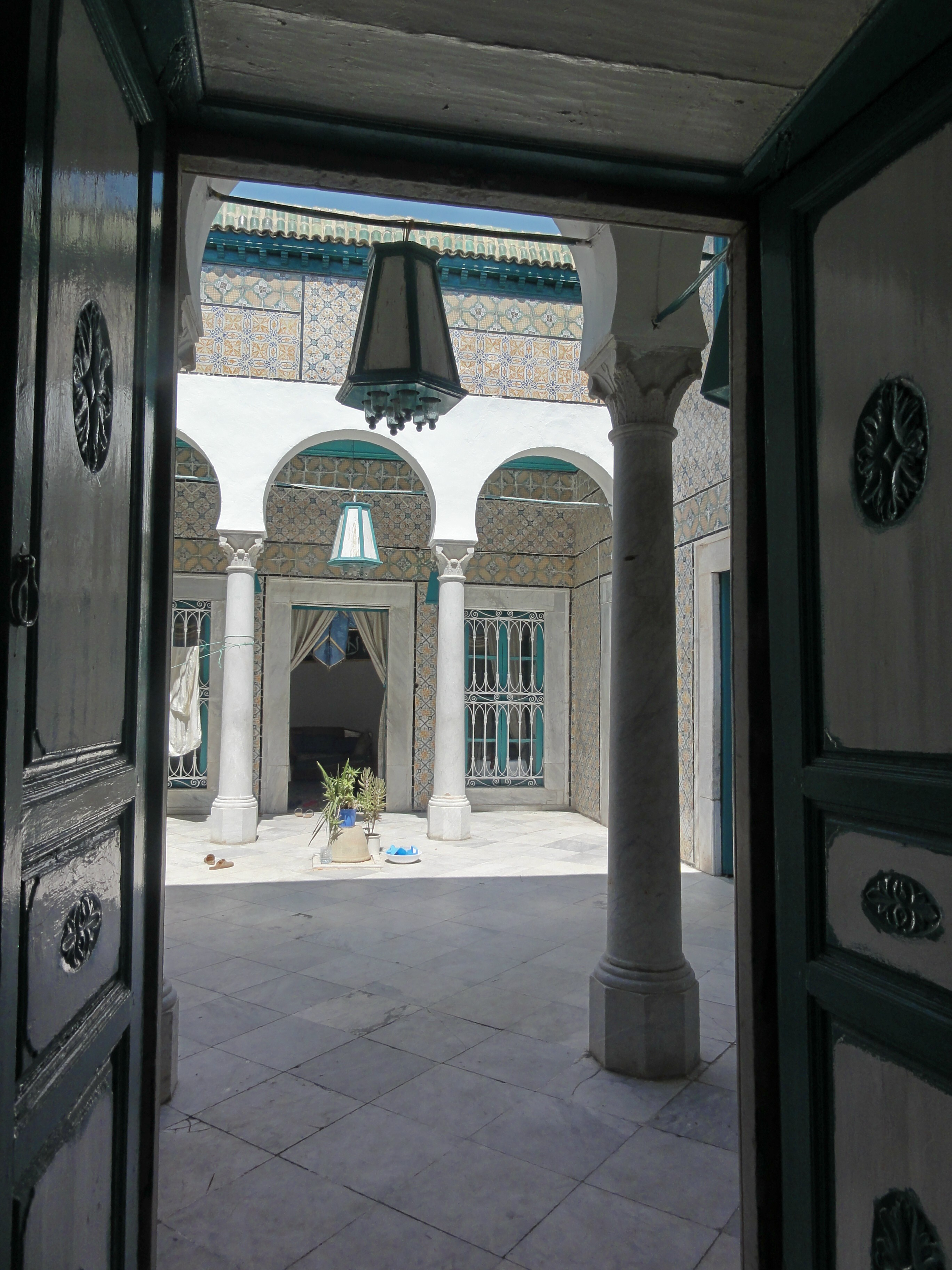
Patio de la zaouïa Sidi Brahim Riahi.
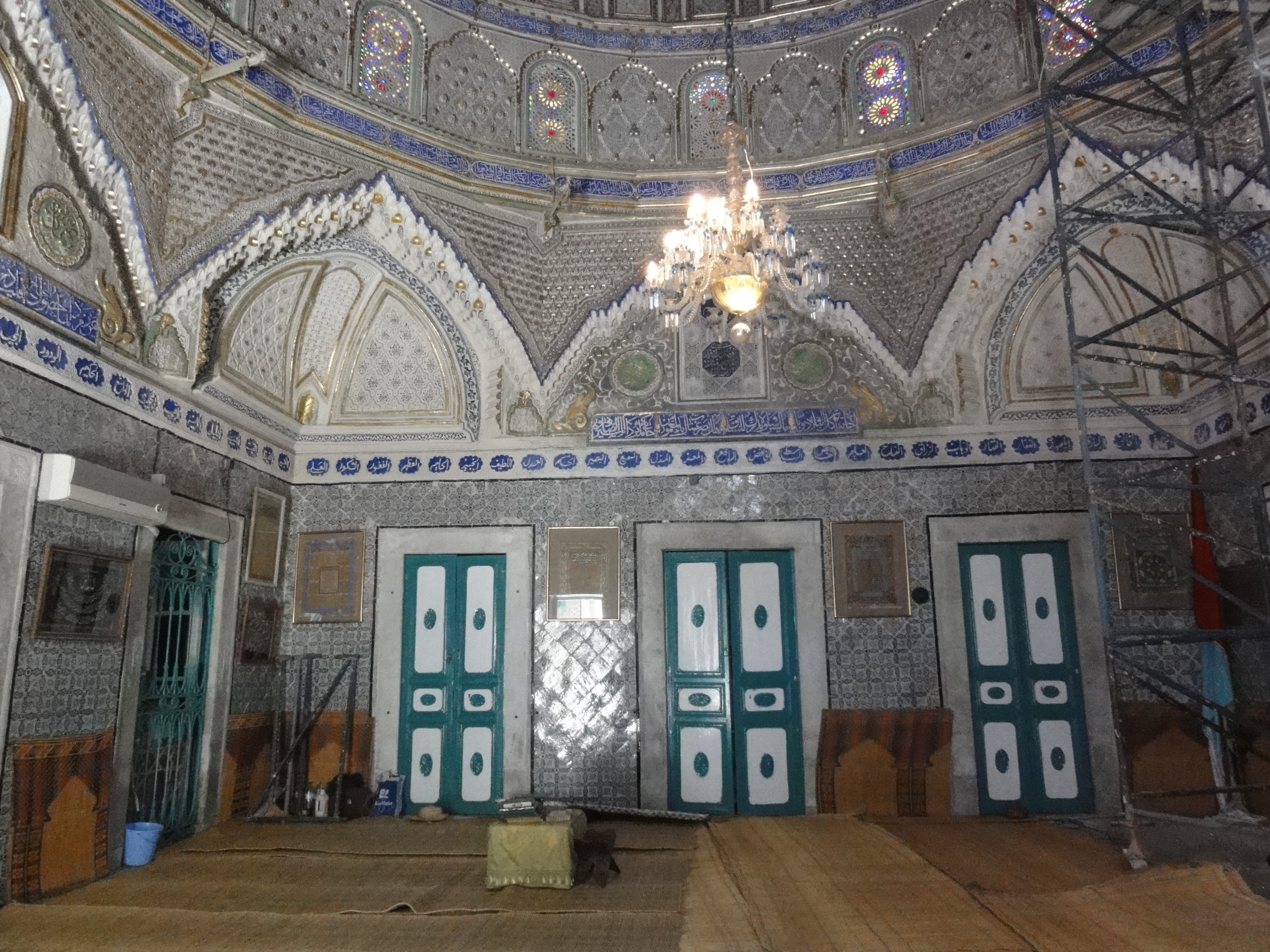
Salle principale de la zaouïa Sidi Brahim Riahi.
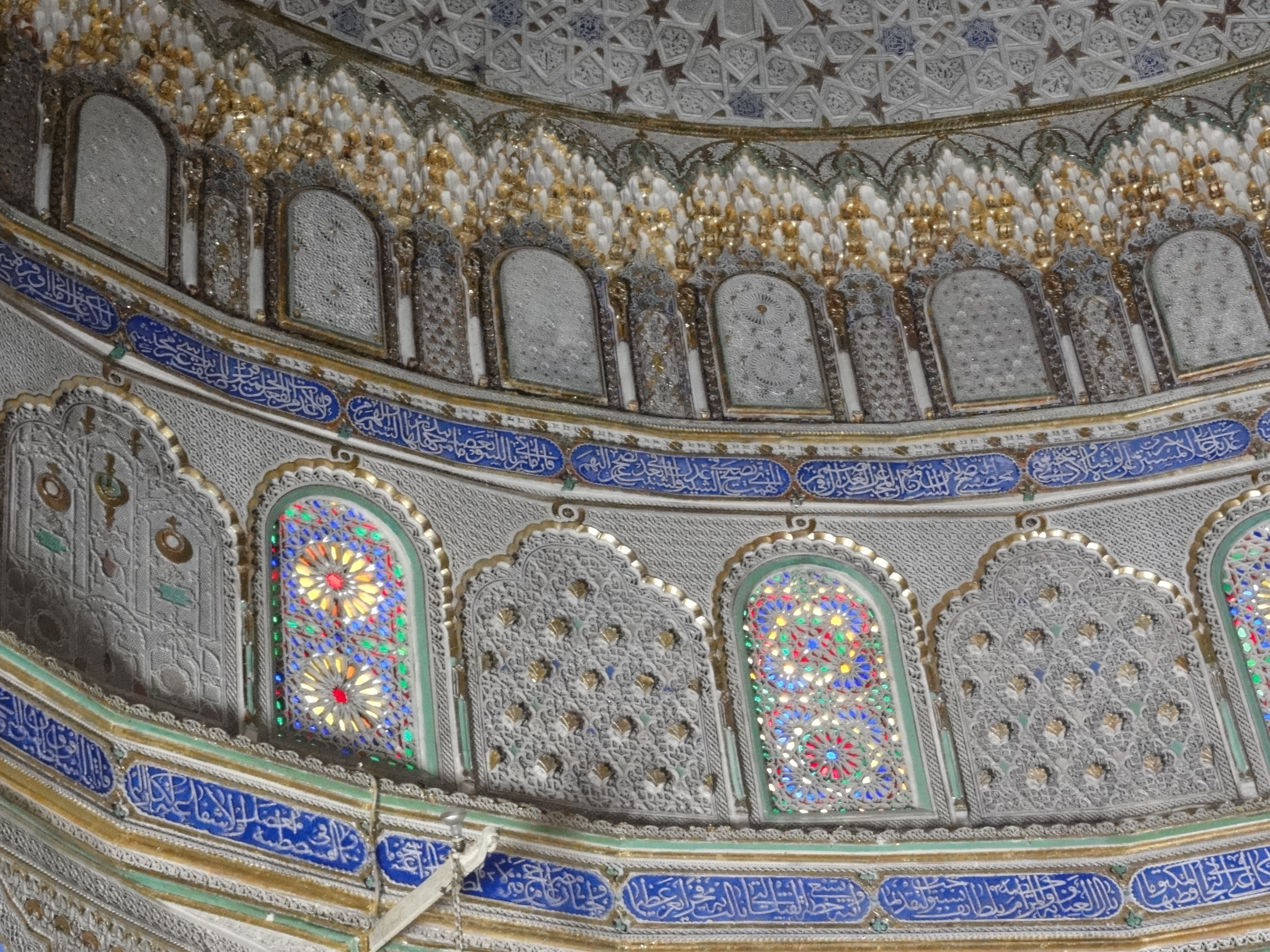
Gros plan sur la décoration en stuc du dôme.

## Descendance
Sidi Brahim Riahi a plusieurs fils qui connaissent des carrières diverses :
- Cheikh Ali (mort en 1851), fils aîné : théologien et professeur à la Zitouna, il devient le premier cheikh de la tariqa de la Tijaniyya en Tunisie lorsque son père est appelé à des fonctions officielles ; il compile nombre des œuvres de celui-ci.
- Cheikh Taïeb (mort en 1850) : grand voyageur, il enseigne comme professeur de première classe à la Zitouna à la suite de ses études dans ce même établissement.
- Sidi Hadj Mohammed : il dirige la zaouïa de son père et la tariqa de la Tijaniyya en Tunisie pendant plusieurs années après la mort de ce dernier.
- Cheikh Tahar : théologien, il devient plus tard mufti de Tunis et mène un mouvement de protestation à Tunis, en 1861, pour que les beys prennent la mesure de la disette dans le pays engendrée par la mauvaise gérance de ministres corrompus. En guise de punition, il est déporté pendant un certain temps loin de la capitale et surveillé étroitement par les autorités beylicales.

L'un de ses arrière-petits-fils, 'Umar ibn Muhammad ibn 'Ali ibn Ibrahim Riahi, écrit un ouvrage recensant la quasi-intégralité des écrits de Sidi Brahim Riahi, publié sous le titre Ta'tîr an-Nawâhî bi Tarjumah al-'Allâmah Ibrâhîm ar-Riyâhî.
Un autre de ses arrière-petits-fils Ali Riahi, fils de Hadj Mohammed, est un célèbre chanteur au milieu du XXe siècle, revivifiant la chanson traditionnelle tunisienne aux dépens des influences occidentales.

## Écrits
- Ad Diwan, un recueil de poèmes dédiés à des personnalités de l'époque dont ses professeurs Ismaïl Temimi, Ahmed Boukhris, Tahar Ben Massoud et Mohamed Tayeb ;
- Al-Narjasa al-‘anbariyya fi al-salati ‘ala Khayr al-bariyya, un éloge du prophète de l'islam Mahomet ;
- Qatr al-nada, un commentaire de Fakihani[Qui ?] ;
- Ajurrumiyya, un recueil de poèmes ;
- une défense de l'acharisme en réponse aux écrits d'un théologien égyptien ;
- une réfutation du wahhabisme envoyé à l'émir Al Saoud d'Arabie ;
- un recueil de ses khutbas et fatwas ;
- une épître pour la revivification du mouled, la célébration de l'anniversaire du prophète Mahomet.